# City of Angels
A City of Angels a Thirty Seconds to Mars harmadik kislemeze az Love, Lust, Faith and Dreams című albumról.

## A kislemez dalai
CD kislemez
1. City of Angels (Radio Edit)
2. City of Angels (Album Version)
3. City of Angels (Instrumental)